# Anaimalai

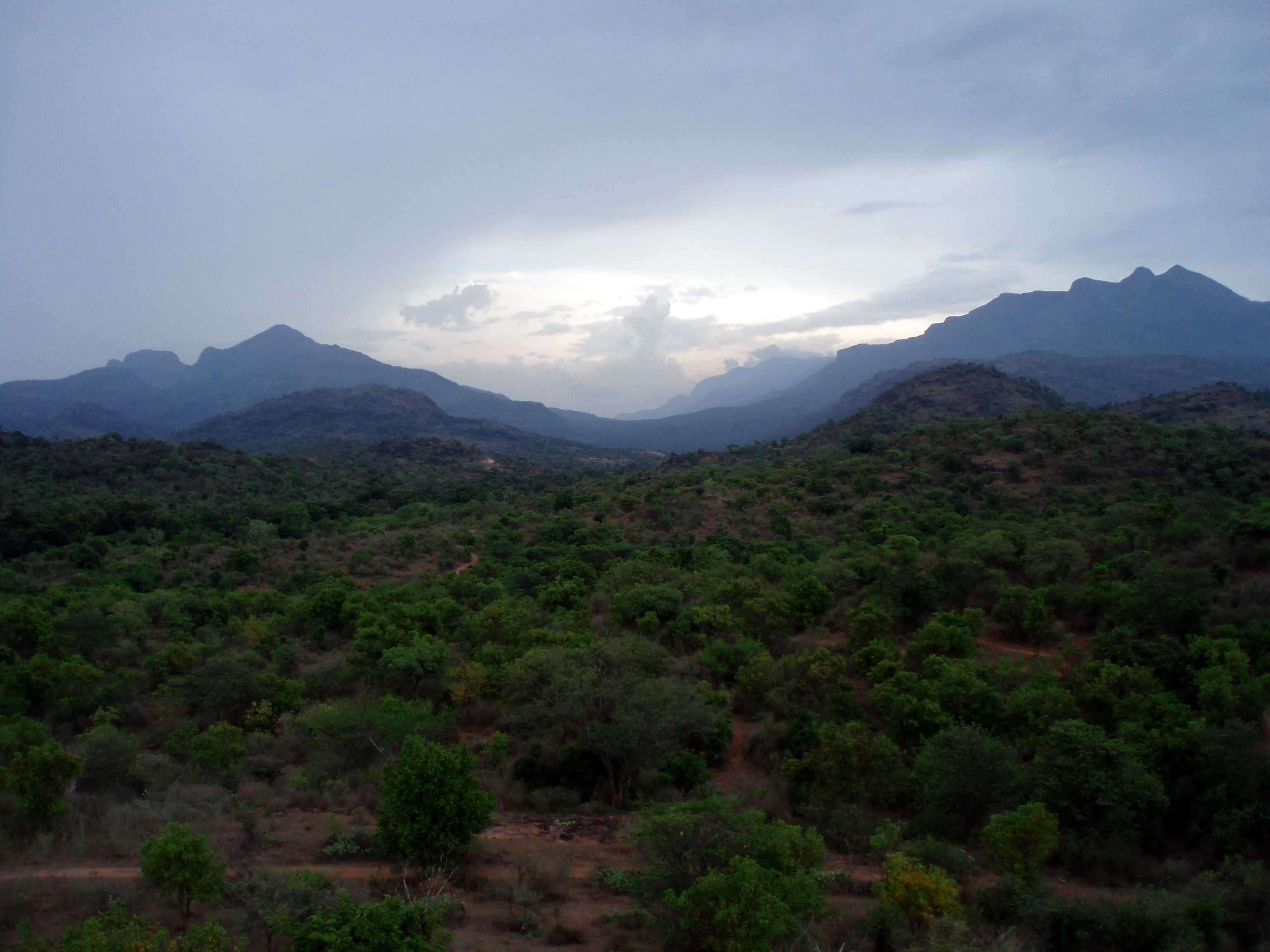
Vista de las colinas Anaimalai.

Las colinas Anaimalai («colina del elefante» en tamil: “anai”, «elefante», y “malai”, «colina») son unas elevaciones que constituyen el punto de encuentro de las Ghats occidentales y las orientales, y están localizadas en el estado de Tamil Nadu, en India. El pico más alto de las Anaimalai es el pico de Anai (2695 m).
Las colinas Anaimalai son un destino de viaje en las Ghats occidentales localizado en el estado indio de Tamil Nadu, en el distrito de Coimbatore. Es conocido por su fauna abundante. Estas colinas son los bordes de frontera del estado de Kerala hacia el sur oeste. 
Sobre el sur este, existe el paso de Palghat que divide las Western occidentales y las cordilleras Idukki. Las laderas inferiores de las colinas ahora tienen sembríos de café y plantaciones de té así como bosques de teca de gran valor económico.

## Parque nacional Indira Gandhi
La Reserva natural y el parque nacional Indira Gandhi, de 985 km² de extensión, (también llamada la Reserva natural de Anaimalai) es un centro de visita obligado. Está localizado a una altitud de 1400 metros en las Western Ghats cerca de Pollachi. El pico más alto es el Anaimudi (8850 pies).

## Fauna
Las numerosas especies de fauna puede ser vista incluyendo elefantes, gaur, búfalo de agua, tigre, panteras, osos, pangolines, oropéndolas negras, macacos, cocodrilos, palomas verdes y gatos salvajes.

## Proyectos de irrigación
Un gran número de presas y embalses existe en el área incluyendo: la presa Aliayar, la presa Kaddambarrai, la presa Neerar, la presa Sholayar (una de los más grandes de sus clases en Asia) Mannambhally la mayor de todas la presa Parrimbakollam.

## Turismo
El mejor momento para visitar este lugar es entre los meses de noviembre hasta mediados de mayo. Los monzones son pesados - el área recibe una precipitación de 175 a 200 pulgadas cada año. El aeropuerto más cercano está en Coimbatore y la estación más cercana de ferrocarril está en Pollachi, la ciudad más cercana.
- Datos: Q3519511
- Multimedia: Anaimalai Hills / Q3519511